# Nuncjatura Apostolska w Chinach
Nuncjatura Apostolska w Chinach – misja dyplomatyczna Stolicy Apostolskiej w Tajwanie. Siedziba nuncjusza apostolskiego mieści się w Tajpej. Obecnym chargé d’affaires Stolicy Apostolskiej w Chinach jest ks. Stefano Mazzotti.
Watykan jest jednym z nielicznych krajów na świecie i jedynym państwem europejskim, uznającym władze na Tajwanie za legalny rząd Chin.

## Historia
11 sierpnia 1922 roku papież Pius XI utworzył Delegaturę Apostolską w Chinach. W 1946 roku papież Pius XII podniósł ją do rangi internuncjatury apostolskiej, a 24 grudnia 1966 roku papież Paweł VI wyniósł ją do rangi nuncjatury.
Po zwycięstwie komunistów w chińskiej wojnie domowej w 1949 roku internuncjusz apostolski abp Antonio Riberi próbował ułożyć stosunki dyplomatyczne z rządem komunistycznym, lecz ten zerwał stosunki ze Stolicą Apostolską w 1951 roku. Internuncjatura została wówczas przeniesiona do Tajpej.
Od 1972 roku (czyli rok po cofnięciu uznania dla rządu Republiki Chińskiej przez ONZ) kierownik nuncjatury mianowany jest w randze chargé d’affaires. Nie jest on również, jak zwierzchnicy innych nuncjatur, biskupem.
Od 1989 roku działa również misja w Hongkongu, którą zarządza przedstawiciel nuncjatury apostolskiej na Filipinach. Obecnie trwają starania o przeniesienie siedziby nuncjatury do Pekinu. Stolica Apostolska uzależnia to jednak od gwarancji wolności wyznania w tym kraju.